# Păușa (okręg Bihor)
Păușa – wieś w Rumunii, w okręgu Bihor, w gminie Nojorid. W 2011 roku liczyła 296 mieszkańców.